# 布赫利夫
49°45′45″N 26°3′20″E / 49.76250°N 26.05556°E
布赫利夫（羅馬化：Buhliv）是烏克蘭的村落，位於該國西部捷爾諾波爾州，由克列梅涅茨區負責管轄，處於布赫利夫卡河畔，始建於1463年，面積0.23平方公里，2001年人口385。